# Цељахани
Цељахани или Телехани (блр. Целяханы; рус. Телеханы) насељено је место са административним статусом варошице (городской посёлок) у југозападном делу Републике Белорусије. Административно припада Ивацевичком рејону Брестске области.
Према подацима пописа становништва из 2009. у вароши је живело 4.200 становника.
Према легенди, током једног од сукоба локалног становништва са Татарима, на месту данашњег насеља погинуо је и сахрањен татарски хан, а место постаје познако као тело-хана односно Телехан.

## Географија
Насеље је смештено у јужном делу Ивацевичког рејона на деоници магистралног друма Ивацевичи-Пинск. Лежи на обалама Агинског канала на око 45 км југоисточно од административног центра рејона града Ивацевича и на око 181 км источно од административног центра области Бреста. 

## Историја
Насеље се помиње током XVI века као село у границама Пинског повјата Велике Кнежевине Литваније. Од XVII века насеље је било феудални посед кнежева Дољских и Вишневецких, а од XIX века и Пусловских. Значајнији привредни раст насеље доживљава након градње Агинског канала (1775/78). 
После друге поделе Пољске 1793. Цељахани постају део Руске Империје и у њеном саставу остају све до 1921. када поново постаје део Пољске. Делом Белорусије је од 1939. (тада Белоруска ССР). Насеље је од 1956. административно уређено као градска варошица. 

## Демографија
Према резултатима пописа из 2009. у насељу је живело 4.200 становника.